# تیمینا
تیمینا (به لاتین: Tymiana) یک منطقهٔ مسکونی در لهستان است که در Gmina Bledzew واقع شده‌است.

## خصوصیات
تیمینا ۱۱ نفر جمعیت دارد.